# Discografia dei Fugees
La discografia dei Fugees, gruppo hip hop statunitense, è formata da due album, un greatest hits e dieci singoli, pubblicati tra il 1993 e il 2005, vendendo complessivamente oltre 35 milioni di copie in tutto il mondo.

## Album
| Anno | Titolo                                                                  | Classifiche | Classifiche | Classifiche | Classifiche | Classifiche | Classifiche | Classifiche | Classifiche | Classifiche | Certificazioni                                                                                              |
| Anno | Titolo                                                                  | US          | AUS         | CAN         | FRA         | GER         | ITA         | NZ          | SWI         | UK          | Certificazioni                                                                                              |
| ---- | ----------------------------------------------------------------------- | ----------- | ----------- | ----------- | ----------- | ----------- | ----------- | ----------- | ----------- | ----------- | --- |
| 1994 | Blunted on Reality data: 1 febbraio 1994 etichetta: Ruffhouse, Columbia | —           | —           | —           | —           | —           | —           | —           | —           | 122         | FRA: Oro UK: Argento                                                                                        |
| 1996 | The Score data: 13 febbraio 1996 etichetta: Ruffhouse, Columbia         | 1           | 5           | 1           | 1           | 1           | 3           | 4           | 1           | 2           | US: 6 Platino AUS: Platino CAN: 5 Platino FRA: Diamante GER: 3 Oro NZ: Platino SWI: 2 Platino UK: 5 Platino |

## Singoli
| Anno | Titolo                                                                         | Classifiche | Classifiche | Classifiche | Classifiche | Classifiche | Classifiche | Classifiche | Classifiche | Classifiche | Certificazioni                                                                         | Album di provenienza |
| Anno | Titolo                                                                         | US          | AUS         | CAN         | FRA         | GER         | ITA         | NZ          | SWI         | UK          | Certificazioni                                                                         | Album di provenienza |
| ---- | ------------------------------------------------------------------------------ | ----------- | ----------- | ----------- | ----------- | ----------- | ----------- | ----------- | ----------- | ----------- | -------------------------------------------------------------------------------------- | -------------------- |
| 1993 | Boof Baf                                                                       | —           | —           | —           | —           | —           | —           | —           | —           | —           |                                                                                        | Blunted on Reality   |
| 1994 | Nappy Heads                                                                    | 49          | —           | —           | —           | —           | —           | —           | —           | 172         |                                                                                        | Blunted on Reality   |
| 1994 | Vocab                                                                          | 108         | —           | —           | —           | —           | —           | —           | —           | —           |                                                                                        | Blunted on Reality   |
| 1996 | Fu-Gee-La                                                                      | 29          | 43          | —           | 22          | 6           | —           | 11          | 9           | 21          | US: Oro GER: Oro                                                                       | The Score            |
| 1996 | Killing Me Softly                                                              | —           | 1           | 6           | 1           | 1           | 1           | 1           | 1           | 1           | AUS: 3 Platino FRA: Platino GER: 2 Platino ITA: Oro NZ: Platino SWI: Oro UK: 2 Platino | The Score            |
| 1996 | Ready or Not                                                                   | —           | 24          | —           | 128         | 8           | 6           | 8           | 23          | 1           | UK: Platino                                                                            | The Score            |
| 1996 | No Woman, No Cry                                                               | —           | 20          | —           | 12          | 33          | 16          | 1           | 23          | 2           | FRA: Oro NZ: Oro UK: Argento                                                           | The Score            |
| 1997 | Rumble in the Jungle (feat A Tribe Called Quest, Busta Rhymes and John Forté ) | —           | —           | —           | —           | 85          | —           | 13          | —           | 3           |                                                                                        | Quando eravamo re    |
| 2005 | Take It Easy                                                                   | 119         | —           | —           | —           | —           | —           | —           | —           | —           |                                                                                        | /                    |